# Англо
Англо (лат. Anglo) — этно-языковой префикс, а также один из терминов национальной идентичности ряда англоязычных народов мира. Возник в позднелатинском языке как указатель отношения к англам, древнегерманскому племени, которое заселило современную Англию в V—VII веках н. э., после ухода оттуда римских гарнизонов и упадка британо-романской культуры, которая была оттеснена англами на запад. Префикс англо часто используется для обозначения происхождения от англичан ряда новых народов или субэтнических групп: англо-американцы, англо-кельты, англо-африканцы, англоавстралийцы, англоканадцы, англо-индийцы, англоновозеландцы и проч. Также нередко встречается в геополитике: Англосфера, Англоамерика и проч.

## Юго-Запад США
Особенно широко термин распространился на юго-западе США (штаты Техас, Калифорния, Аризона и проч.), где им обозначают белых англофонов европейского происхождения в противовес латиносам, которые имеют испано-индейское происхождение и владеют английским языком в разной степени. Необходимость в термине возникла потому, что часть латиноамериканцев (испаноязычные группы калифорнио, исленьо и франкоязычные кадьены) имели испанское или французское происхождение, отличались от белых англичан не столько расой, сколько языком (испанский, французский) и культурно-религиозными аспектами (романская культура, католическая религия). Афроамериканцы, например, афроамериканцы Техаса, говорящие на особом диалекте английского языка, к понятию англо не относятся. Термин имеет определённый политизированный оттенок, может восприниматься как оскорбительный. В Канаде обычно употребляется только термин англофоны как носители английского языка по отношению ко всем расам страны в противовес франкофонам. В современном русском языке наиболее часто употребляется по отношению к английскому языку, например, англо-русские словари.